# National Highway 87
Der National Highway 87 (oder NH 87) ist eine Nationale Autobahn im Süden von Indien. Er kreuzt die berühmte Pamban-Brücke (Annai Indira Gandhi) vor der Kreuzung zur Insel Pamban. Die Gesamtlänge beträgt 154 km (96 Meilen). Die 5 km lange Straße zwischen Mukundarayar Chathiram und Dhanushkodi wurde 1963 während der nordindischen Ozeanzyklon-Saison zerstört und nicht wieder aufgebaut. Die indische Regierung hat vor Kurzem verkündet, dass die zerstörte Strecke zu einem Preis von 250 Millionen Indischen Rupien wieder aufgebaut wird. Die Straße zwischen Madurai und Ramanathapuram wird bald von der heutigen Straße auf eine vierspurige Autobahn umgestellt werden. Der Minister für den Straßenverkehr und Schifffahrt, Nitin Gadkari, hat an der Grundsteinlegung für das 1.387 Crore Rupien (ca. 183 Millionen Euro) teure Projekt in Madurai am 17. Juli 2015 teilgenommen. Aufgrund des anfänglichen Aufwands von 900 Crore Rupien wurde nun das Projekt sanktioniert. Die 75-km-Strecke von Madurai nach Paramakudi wird nun in eine vierspurige Straße umgewandelt werden. Die restliche 39-km-Strecke, die von Paramakudi nach Ramanathapuram geht, bildet eine zweispurige Straße mit gepflasterten Schultern. Neben der NH-49, ist dieses Projekt eines der größten, die durch die NHAI in Tamil Nadu umgesetzt wurde.

## Route
Die NH 87 geht durch Patnagarh, Haldwani, Nainital, Bhowali, Almora, Ranikhet, Dwarahat, Chaukutia, Gairsain, Adi Badri und Karna Prayag.